# Jane Withers
Jane Withers (Atlanta, Georgia, Estados Unidos; 12 de abril de 1926 - Burbank, California; Estados Unidos; 7 de agosto de 2021) fue una actriz, actriz de doblaje, presentadora radial y televisiva, y guionista estadounidense y presentadora de programas de radio para niños. Se convirtió en una de las estrellas infantiles más populares de Hollywood en la década de 1930 y principios de la de 1940, y sus películas se ubicaron entre las diez primeras en taquilla en 1937 y 1938.

## Biografía
Hija única de Walter Edward Withers y Lavinia Ruth (de soltera Elble) Withers. Ruth había tenido sus propias aspiraciones de ser actriz rechazadas por sus padres. Antes de que naciera Jane, decidió que tendría una hija que se dedicaría al mundo del espectáculo y eligió el nombre de Jane para que "incluso con un apellido tan largo como Withers, quepa en una perfecto". Ruth enseñó en la escuela dominical y Walter impartió clases Bíblicas en su iglesia presbiteriana local. La familia recitó bendiciones a la hora de comer y se dedicó a obras de caridad, que acompañaron a Jane durante toda su vida. Tanto en Atlanta como en Hollywood, la familia invitaba a "seis autobuses llenos de niños huérfanos" a ir a su casa después de la iglesia y la escuela dominical para almorzar y divertirse por la tarde. 
Cuando Jane tenía dos años, Ruth la inscribió en una escuela de claqué,  y también le enseñó a cantar. Jane lanzó su carrera en el entretenimiento a la edad de tres años después de ganar un concurso de aficionados local llamado Dixie's Dainty Dewdrop. Fue elegida para el casting de Aunt Sally's Kiddie Revue, un programa infantil de los sábados por la mañana transmitido por la radio WGST en Atlanta, en el que cantó, bailó e hizo imitaciones de estrellas de cine como WC Fields, ZaSu Pitts, Maurice Chevalier, Fanny Brice, y Greta Garbo. A los 3 años y medio tuvo su propio programa de radio llamado también Dixie's Dainty Dewdrop, donde entrevistó a celebridades que estaban visitando Atlanta.

## Carrera en Hollywood
Después de dos años de su trabajo en la radio, Ruth llevó a Jane a Hollywood antes de su sexto cumpleaños en 1932 para explorar oportunidades en el cine. Walter permaneció en Atlanta, enviándoles $100 al mes para vivir. En Los Ángeles, actuó en programas para niños en la radio KFWB, hizo doblajes de dibujos animados y también modeló. Consiguió su primer papel cinematográfico como extra cuando su vecino la invitó a asistir a la entrevista de su hija para Handle with Care (1932). Withers se hizo a un lado mientras los otros niños se entrevistaban con el director David Butler. El subdirector se acercó y le preguntó por qué no estaba de pie con los demás. "Señor, no fui invitada a la entrevista. Vine con nuestros amigos", respondió. El subdirector le dijo que Butler la había visto y quería que también la entrevistara.
Posteriormente  apareció en muchas películas como un extra no acreditada, aunque ocasionalmente tenía una línea de diálogo. Se destacó de las demás chicas en las audiciones debido a su apariencia: tenía un estilo holandés y prefería la ropa a la medida a los vestidos con volantes. Butler fue el primero en notar esto sobre ella. 
Withers estaba trabajando como extra en It's a Gift (1934), cuando W. C. Fields la seleccionó de un grupo de extras juveniles para hacer una escena de rayuela de pantomima con él. Posteriormente, elogió su sincronización y llamó a su madre para felicitarla por el talento de Jane y predecir que llegaría lejos.
La gran oportunidad de Withers llegó después de dos años cuando consiguió un papel secundario en la película de Shirley Temple, Bright Eyes (1934), también dirigida por Butler. En su entrevista, el director le preguntó si podía imitar una ametralladora y ella lo intentó. También encantó al director de casting con sus personificaciones. Su personaje, Joy Smythe, es mimado y desagradable, un contraste perfecto para la dulce personalidad de Temple. A Withers le preocupaba que los espectadores la odiaran por ser tan mala con Temple, pero la película fue un éxito de taquilla.

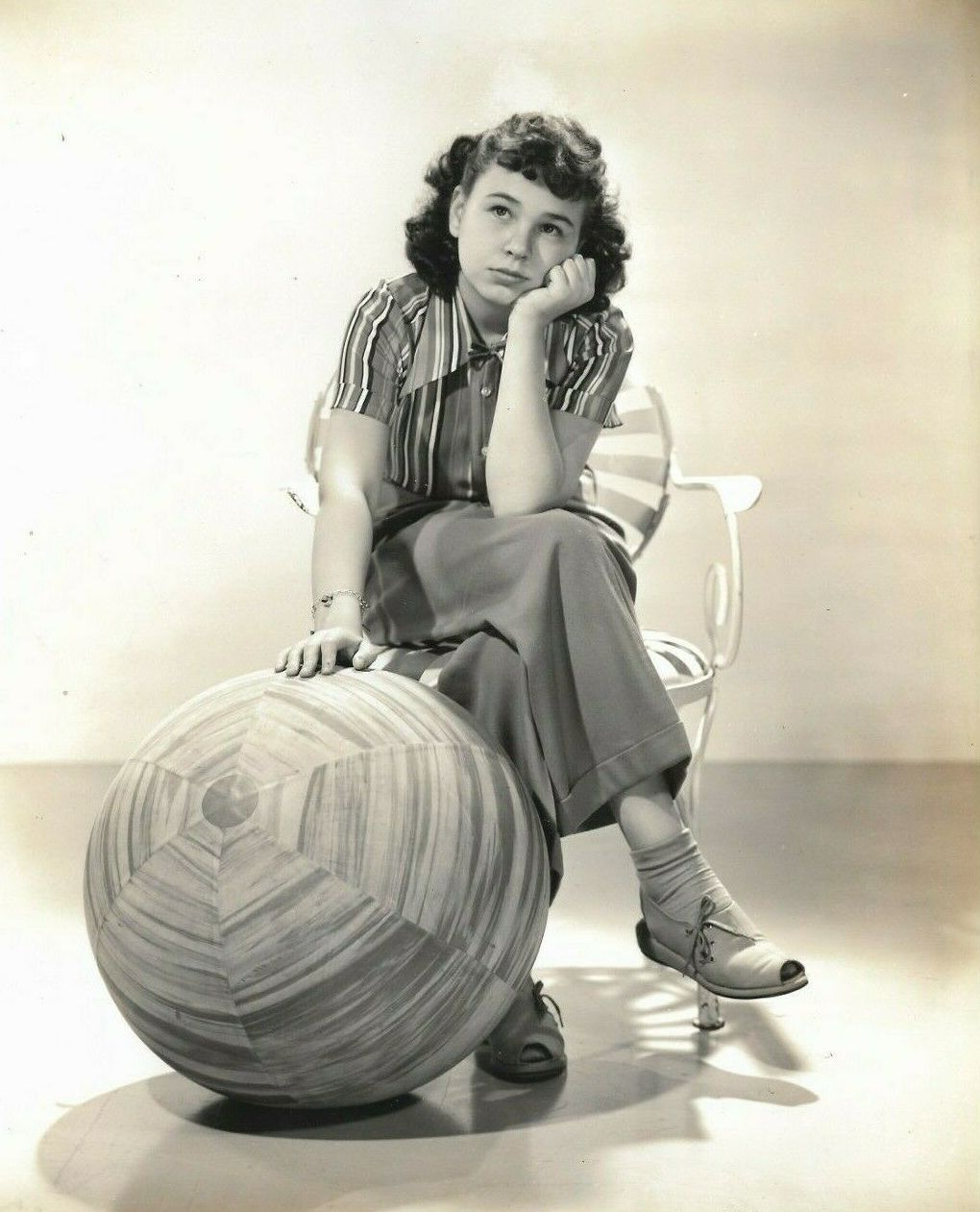
Jane Withers en la década de 1930

Después de terminar la filmación, firmó un contrato de siete años con Fox Film Corporation. Incluido en su contrato estaba el derecho a elegir a los miembros del equipo que trabajarían en sus producciones. Su equipo, apodado la "Familia Withers", trabajó en todas sus películas posteriores.
Su madre invirtió $ 10,000 en desarrollar habilidades adicionales para mejorar su versatilidad como actriz, con la intención de gastar $ 20,000 durante un período de ocho años. Esto incluyó "lecciones de patinaje sobre hielo, entrenamiento de la voz, equitación, baile, francés, español y lecciones de natación". 

## Estrellato infantil
Comenzó a filmar su primer papel protagonista, Ginger (1935), en su noveno cumpleaños. Ese día recibió dos cestas de flores en el set: una de Fields, a quien le había escrito sobre su casting en Bright Eyes, y otra del presidente Franklin D. Roosevelt, quien la había visto hacerse pasar por él en un noticiero. El mismo año, apareció en un breve papel en The Farmer Takes a Wife y luego protagonizó This Is the Life. Su día de rodaje en The Farmer Takes a Wife coincidió con el debut en la pantalla de Henry Fonda, y notando su nerviosismo, lo animó y ofreció una oración por su éxito.
Durante el resto de la década de 1930, apareció en tres a cinco películas por año. En 1936, protagonizó Paddy O'Day, Gentle Julia, Little Miss Nobody y Pepper. En 1937, actuó en comedias, dramas y un western con papeles principales en The Holy Terror, Angel's Holiday, Wild and Woolly, Can This Be Dixie ?, 45 Fathers y Checkers. En 1938, filmó tres comedias para Fox: Rascals, Keep Smiling y Always in Trouble.  En 1939 apareció en cuatro papeles más de comedias: The Arizona Wildcat, Boy Friend, Chicken Wagon Family y Pack Up Your Troubles. 
Withers no memorizaba sus líneas textualmente, pero trataba de pensar en ellas y sacarles el "sentido"; a menudo improvisaba cuando se perdía en una escena. Una imitadora natural, hizo imitaciones de celebridades del cine tanto dentro como fuera del set. Según los informes, el director del estudio Twentieth Century Fox, Darryl Zanuck, le prohibió hacer su personificación de Shirley Temple en público.
Brindó libremente su opinión a los guionistas y directores. Desde muy joven, participó en conferencias de escritores para sugerir cambios en el diálogo que serían más apropiados para que los dijera un niño. También sugirió el casting de otros actores para sus películas, incluido Jackie Searl, a quien había conocido en las audiciones, y Rita Cansino, de 16 años (más tarde rebautizada como Rita Hayworth), a quien había observado bailando en un escenario de sonido contiguo y recomendó para un papel secundario en Paddy O'Day. A los 13 años, tomó la iniciativa de hacer una película con Gene Autry actuando como intermediaria entre el director del estudio de 20th Century Fox, Joseph M. Schenck, y el director de Republic Pictures, Herbert J. Yates.  Aunque ninguno de los estudios estaba dispuesto a prestar su jugador estrella al otro, Withers sugirió que Fox enviara a otros tres jugadores contratados a Republic Pictures a cambio de Autry, a quien se le pagó $ 25,000 para coprotagonizar con Withers en Shooting High (1940). 
Fue la única estrella infantil en completar un contrato de siete años. Los contratos de estudios generalmente incluían una serie de períodos de opción de seis meses en los que el estudio podía rescindir el acuerdo en caso de que las películas del actor dejaran de generar ingresos. Dado que todas menos una de sus películas eran películas B de bajo presupuesto,  el estudio mantuvo a Withers en un estándar más bajo que un actor de películas A cuyas películas le costarían mucho más dinero al estudio. Además, las tarifas de alquiler más bajas para las películas B de Withers permitieron que sus películas se proyectaran en muchos más cines pequeños, lo que expandió la popularidad de Jane. En 1937 y 1938, sus películas llegaron a la lista de los 10 primeros en ingresos brutos de taquilla. 

## Años de adolescencia
En 1938 y 1939, se deshizo de su regordeta infantil mediante una alimentación saludable y ejercicios de estiramiento, adelgazando hasta 100 libras (45 kg) y un vestido de talla 12. Tuvo su primer beso en la pantalla en la película Boy Friend de 1939. En 1940 filmó Shooting High con su coprotagonista Gene Autry y protagonizó las películas para adolescentes High School, The Girl from Avenue A y Youth Will Be Served. Pero ella y sus fans se sintieron insatisfechos con los roles juveniles que se le ofrecían a medida que maduraba. Bajo el seudónimo de Jerrie Walters, escribió el guion de Small Town Deb (1941), en la que también protagonizó. Como pago por el guion, solicitó que el estudio proporcionara quince becas de $ 1,500 para que los niños estudiaran música y actuación, y dos pianos verticales para sus grupos de escuela dominical. 
En 1941,  firmó su segundo contrato de siete años con 20th Century Fox. Estaba fijada para ganar $2,750 por semana en el primer año del contrato y $ 3,000 por semana en el segundo año. Sus otras películas de este año para 20th Century Fox fueron comedias: Golden Hoofs y A Very Young Lady.  Sus últimas películas para Fox fueron el drama de guerra Young America y la película de comedia The Mad Martindales, ambas en 1942. También hizo Her First Beau (1941) para Columbia Pictures.

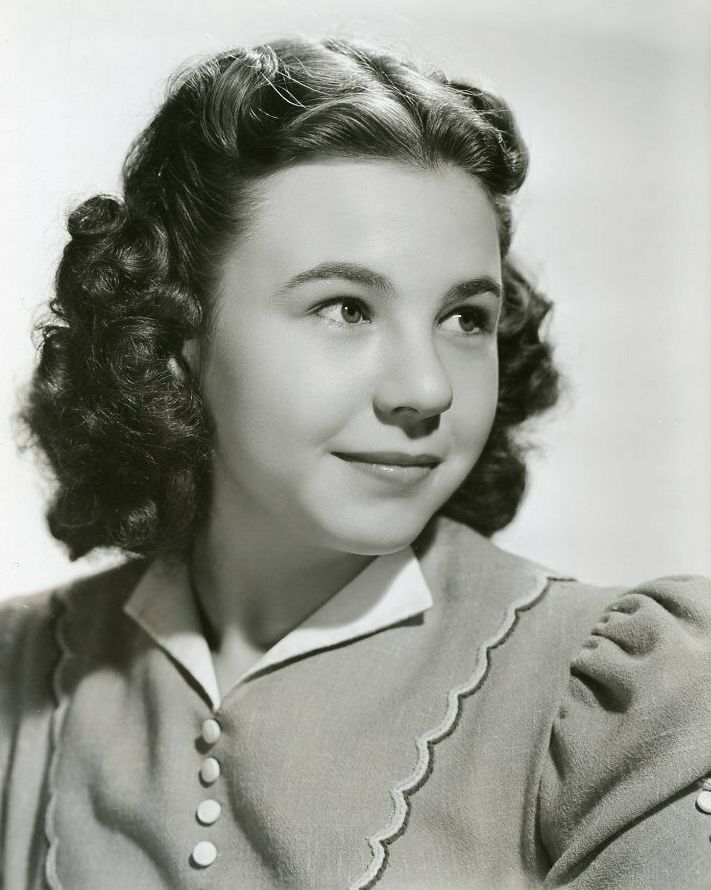
Withers en la década de 1940

En 1942, firmó un contrato de tres años y $ 225,000 con Republic Pictures. Sus películas en la Republic fueron Johnny Doughboy (1942), My Best Gal y Faces in the Fog (ambas de 1944), y Affairs of Geraldine (1946). Sus otras películas en la década de 1940 fueron The North Star (1943) para RKO Pictures y Danger Street (1947) para Paramount Pictures.
Withers y Shirley Temple fueron las dos estrellas infantiles más populares que firmaron con 20th Century Fox en la década de 1930. En contraste con los personajes lindos y encantadores de Temple, Withers usualmente fue elegida como una niña traviesa o "una pícara marimacho", lo que la llevó a ser descrita como "la niña problemática favorita de Estados Unidos". Zierold señaló que sus personajes  "a menudo están en problemas, o 'arreglos', y son propensos a las peleas". Cuando era niña, la complexión "rechoncha y robusta" de Withers y su cabello negro lacio también contrastaban con la figura "regordeta pero delicada" y los rizos rubios de Temple. Tanto Withers como Temple solían jugar a ser huérfanos y tenían un efecto transformador en quienes los rodeaban. Pero mientras Temple estaba al cuidado de figuras paternas, Jane solía estar bajo la protección de tíos, tanto reales como imaginarios.
La personalidad malcriada de Withers en la pantalla continuó hasta su adolescencia. 

## Padres y vida hogareña

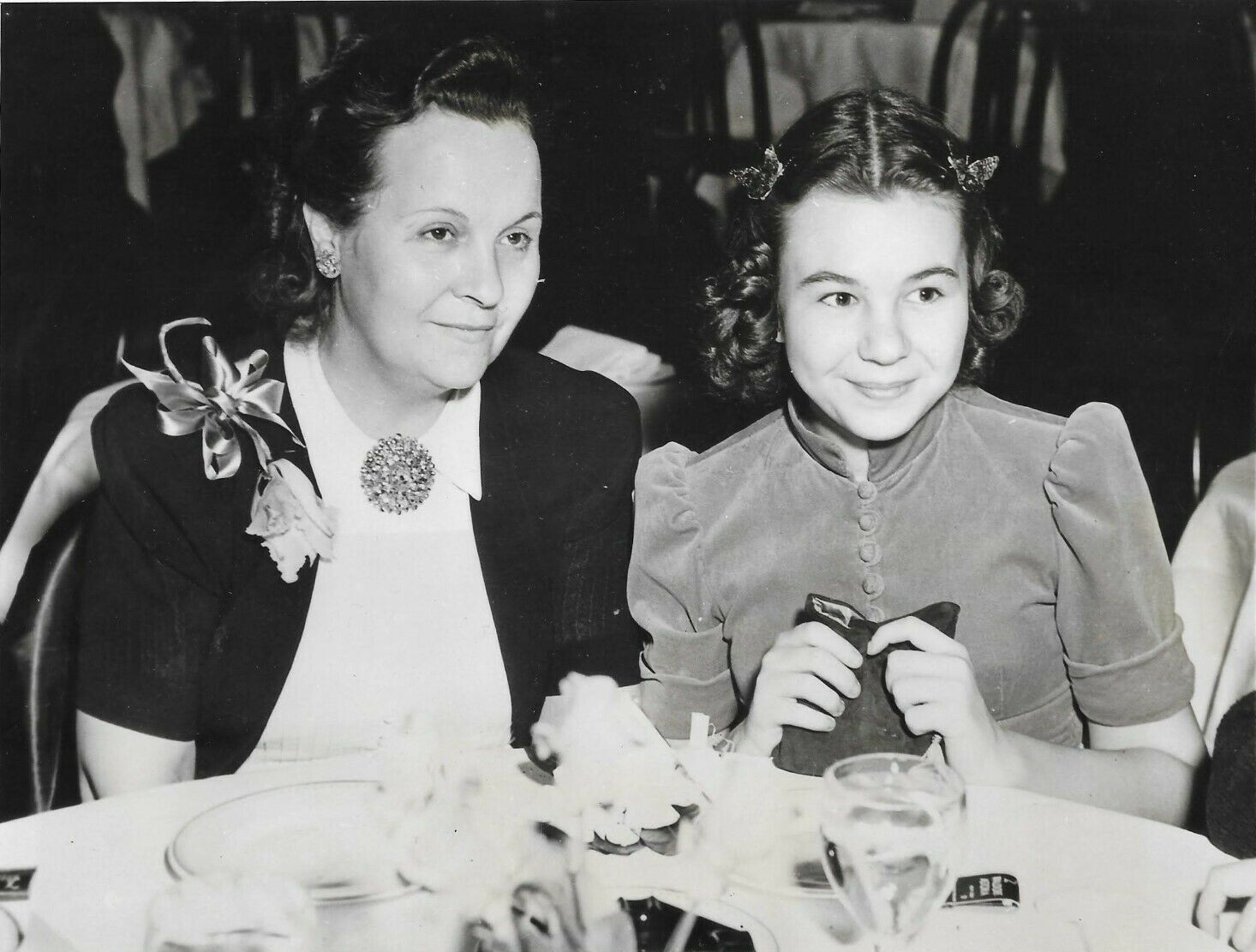
Jane junto a su madre Ruth en abril de 1939

Si bien Withers interpretaba típicamente a una mocosa en la pantalla, fuera de la pantalla se decía que era "una de las jóvenes más encantadoras y de mejor comportamiento de Hollywood". Sus padres supervisaron de cerca su educación para asegurarse de que no creciera malcriada o con derechos. En un artículo de periódico de 1942, Ruth describió cómo ella y su esposo alentaron a Jane a desarrollar una personalidad generosa y evitar el egoísmo y el egocentrismo que una estrella infantil podría acumular como objeto de admiradores adoradores y "aduladores" del estudio.
Por ejemplo, cuando Withers comenzó a recibir regalos de muñecos de los fanáticos para agregarlos a su colección, sus padres insistieron en que por cada dos muñecos que recibía, regalaba uno a un niño necesitado. Cuando comenzó a comprar muñecas para construir aún más la colección, sus padres le exigieron que usara el dinero de su asignación para comprar muñecas duplicadas para los niños menos afortunados. A pesar de sus importantes ganancias de los papeles cinematográficos, el dinero se invirtió en fondos fiduciarios y anualidades y Withers tuvo que usar el dinero de su asignación para comprar cosas que quería para ella, lo que a menudo significaba ahorrar durante semanas. 
Para aliviar la presionada vida de una estrella infantil, los padres de Withers se aseguraron de que ella también se divirtiera, pero mantuvieron sus actividades supervisadas y cerca de casa. Withers se unió a las Girl Scouts y sus padres organizaron la reunión en su casa. La casa de los Withers, una casa modelo de 4 acres (1.6 ha) en 10731 Sunset Boulevard que compraron en 1936, estaba equipada con una piscina, una cancha de bádminton y una cancha de 78 pies (24 m) - larga sala de juegos que vio un uso frecuente de Withers y sus compañeros actores infantiles de Hollywood. Sus fiestas de natación por la tarde continuaron hasta la adolescencia y fueron el tema de muchas revistas de fans. Cuando se convirtió en una adolescente, sus padres construyeron una adición al segundo piso que incluía un salón de belleza y una fuente de refrescos donde ella podía entretener a sus amigos.  Cuando era niña, también acumuló una colección de dos caballos, tres gatitos, "ocho tortugas, tres caimanes bebés, 24 gallinas Leghorn blancas, 12 pavos, 2 gallinas chinas", un gallo, seis gallos, dos patos, siete ranas y seis perros. En la cabaña de la familia en Lake Arrowhead, donde pasaban las vacaciones los fines de semana y días festivos, tenía dos motocicletas y un bote.
Las fiestas de cumpleaños de Withers, descritas como "el evento social de la temporada para los pequeños alevines de movietown", fueron cubiertas anualmente por los medios de comunicación. Para su duodécimo cumpleaños, sus padres contrataron un avión de carga de 21 asientos por $ 18,000 para darles a los invitados un viaje a baja altitud. La fiesta del decimotercer cumpleaños de Withers vio a 60 jóvenes invitados venir disfrazados y participar en un baile de globos y un concurso de jitterbug; esta fiesta obtuvo una difusión pictórica de dos páginas en la revista Life.La fiesta de los "dulces dieciséis" de Withers en 1942, con 150 invitados y un paseo en carruaje y un baile en el granero en el programa, fue filmada por Paramount Pictures para la serie de Hollywood de Hedda Hopper. El corto se transfirió a una película de 16 mm para que las tropas estadounidenses en el extranjero lo vieran durante la Segunda Guerra Mundial. Withers celebró su fiesta de cumpleaños número dieciocho en el Madison Square Garden con un tema de circo e invitó a los militares estadounidenses y sus citas a ser sus invitados. Su fiesta de cumpleaños número veintiuno estaba planeada para un club nocturno con 200 invitados, pero después de contraer la gripe,  sirvió pastel y helado y vio películas en su suite personal en casa con 12 amigos cercanos.

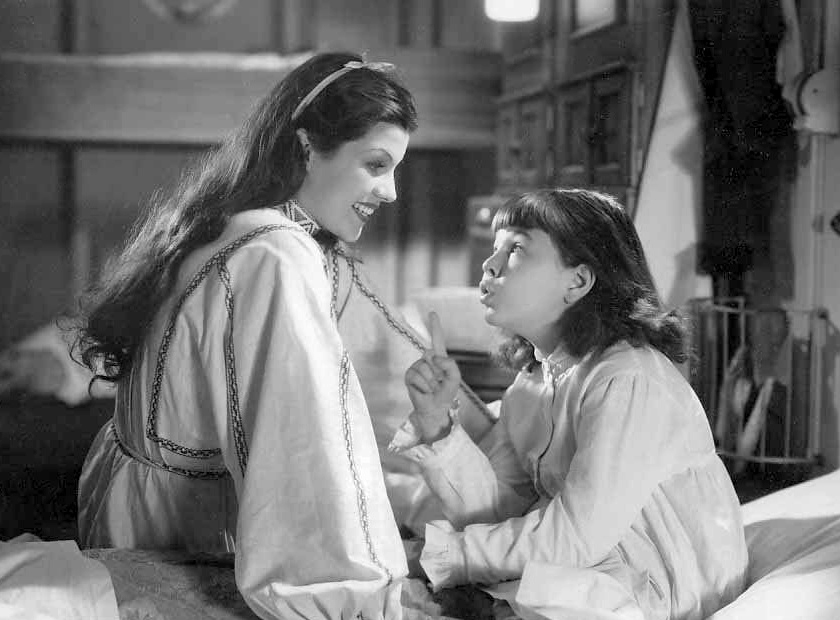
Junto a Rita Hayworth en Paddy O'Day (1936)

Durante los primeros 15 años de Withers en el cine, Ruth "manejó todas las negociaciones con los productores, supervisó la publicidad y administró por completo la vida fuera de la pantalla de Jane". Por lo general, Ruth estaba presente en el escenario de sonido, pero no vio a Jane filmar sus escenas; ni tampoco dio instrucciones u objeciones al personal del estudio. Por su parte, Walter Withers no se involucró en absoluto en el negocio del cine, sino que trabajó como representante de una empresa mayorista de muebles de California.

## Retiro
A principios de la década de 1940, el género de estrellas infantiles de Hollywood que había catapultado a Withers a la fama estaba en declive. Su popularidad en las películas de comedia también obstaculizó su aceptación como actriz dramática en películas como The North Star (1943). Se retiró del cine a los 21 años en 1947, poco después de completar Danger Street y nueve días antes de su matrimonio con William Moss, un empresario y productor de cine de Texas. Había protagonizado 38 películas. 
Un mes después del vigésimo primer cumpleaños de Jane, su madre Ruth compareció en un Tribunal Superior de California y enumeró los activos de su hija como $40.401.85 (equivalente a $ 470.000 en 2020). El juez entregó la propiedad al control de Jane. El mismo mes, sus padres le entregaron la escritura de su casa, valorada en $250.000 (equivalente a $2'900.000 en 2020), y otros bienes inmuebles por valor de $ 75.000, más anualidades por un total de $10.000, todas compradas con las ganancias de Withers. 
El padre de Withers murió al año siguiente. Ruth se volvió a casar con Louis D. Boonshaft, un médico.

## Regreso a la televisión

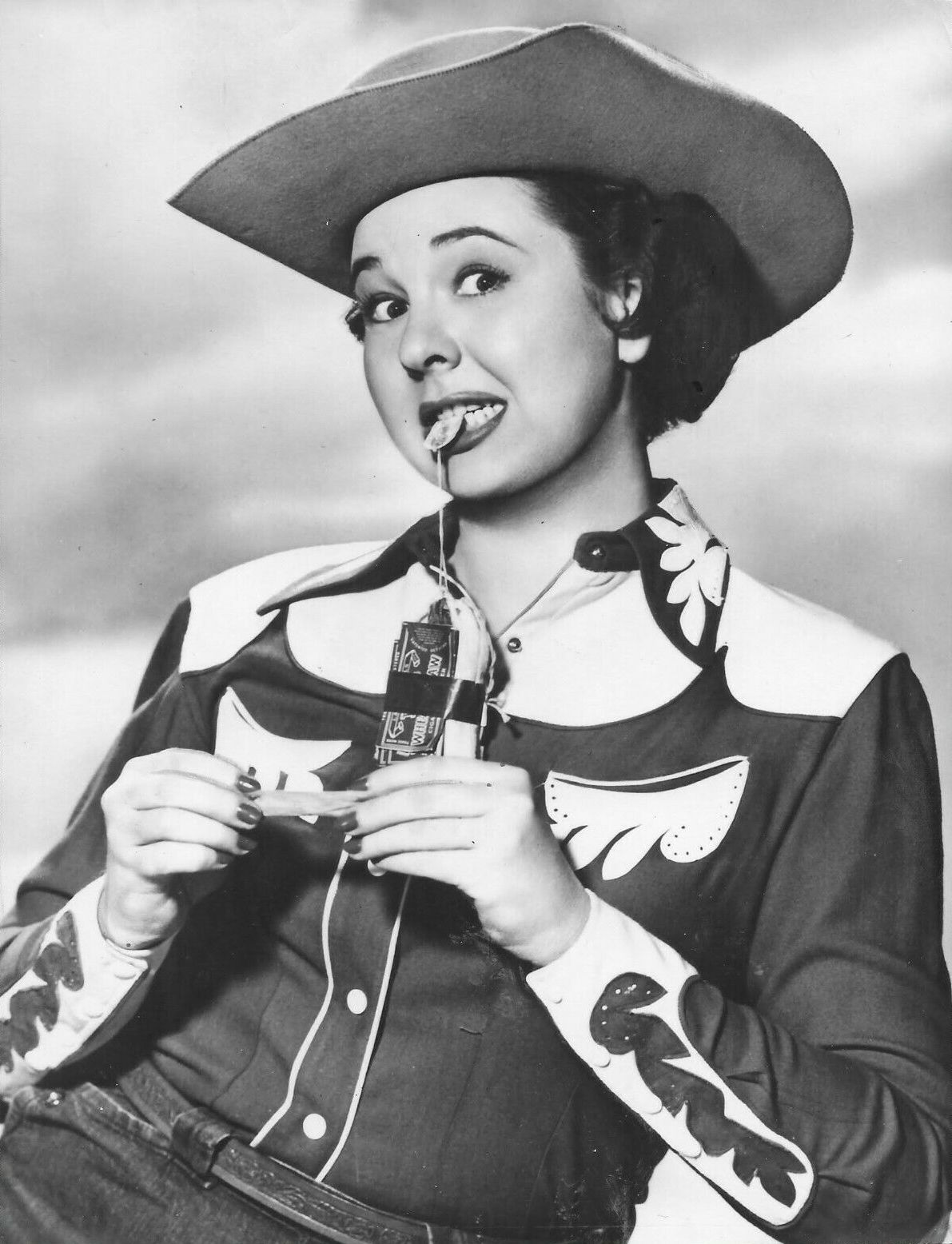
Foto de prensa de Withers en Giant (1956)

En 1955, un año después de su divorcio, regresó a Los Ángeles y se matriculó en la escuela de cine de la Universidad del Sur de California con la intención de convertirse en directora. Regresó a la pantalla cuando George Stevens le pidió que tomara un papel secundario en su película Giant de 1956. En 2006, participó en una proyección del 50 aniversario de la película para 700 asistentes en Marfa, Texas, donde se había realizado el rodaje.
Su actuación en Giant la llevó a trabajar más como actriz de personajes tanto en cine como en televisión. Apareció en episodios de televisión de Pete and Gladys, General Electric Theatre, The Alfred Hitchcock Hour; The Love Boat; y Murder, She Wrote. Aunque recibió "decenas de ofertas" para hacer series de televisión y musicales de teatro como Mame; Hello, Dolly!; y No, No, Nanette. Jean para entonces estaba económicamente cómoda y decidió pasar la mayor parte de su tiempo criando a sus hijos.
A mediados de la década de 1960, ganó popularidad por su personaje Josephine the Plumber, un papel  de una serie de comerciales de televisión para Comet Cleaner. El anuncio de un minuto, que se desarrolló entre 1963 y 1974, involucró a Withers en hasta 30 historias por año.
Invirtió gran parte de su propia personalidad en el personaje de Josephine, haciéndola amigable, cariñosa y servicial. También seleccionó el tipo de ropa de trabajo que usaría una plomería basándose en lo que ella misma usaba en casa. Hizo un curso de fontanería para desempeñar su papel de manera realista. Sus ganancias del comercial de larga duración la ayudaron a pagar la educación universitaria de sus cinco hijos. 
Se retiró del comercial después de que a su madre Ruth le diagnosticaran un tumor cerebral. Cuidó de su madre durante ocho años hasta la muerte de Ruth en 1983. Según Los Angeles Times, el personaje de Josephine era "uno de los personajes continuos más antiguos de la televisión". Antes de retirarse, filmó dos entregas del comercial presentando a una niña que había aprendido todo lo que sabía sobre plomería de "mi tía Josephine".

## Teatro
A finales de 1944, hizo su debut en el escenario en la comedia musical Glad To See You dirigida por Busby Berkeley. El espectáculo, destinado a Broadway, se cerró después de siete semanas de pruebas en Filadelfia y Boston. Withers cantó la canción de la antorcha de Jule Styne-Sammy Cahn Guess I'll Hang My Tears Out to Dry escrita para la obra; esto fue poco después cubierto por Frank Sinatra y Kate Smith y se convirtió en un estándar de jazz y pop. 
En 1971, Withers coprotagonizó la comedia musical de Broadway Sure, Sure, Shirley, que también sacó a Shirley Temple Black de su retiro. La actuación, que contó con una secuencia de claqué con 50 bailarines de coro, se realizó como un beneficio de la noche de apertura para los diabéticos. 

## Faceta como actriz de doblaje
En la década de 1990, actuó como actriz de doblaje en películas animadas de Disney. En 1995, se le pidió que grabara varias líneas de diálogo imitando los patrones vocales de Mary Wickes, quien había grabado la voz de la gárgola Laverne en El jorobado de Notre Dame (1996) que había muerto durante la postproducción. Withers repitió el papel en El jorobado de Notre Dame II (2002). 
Withers narró audiolibros, incluida una lectura de ¿Por qué no probar a Dios? por Mary Pickford que se distribuyó a través de una organización religiosa del sur de California. 
En la década de 1990, fue entrevistada en numerosas retrospectivas documentales de televisión de la Edad de Oro de Hollywood. Ella misma fue descrita en una biografía de A&E de 45 minutos que se emitió en 2003.
En 1990, comenzó a experimentar síntomas de lupus. Sufrió la enfermedad durante un período de diez años, después de los cuales entró en remisión. Comenzó a experimentar vértigo en 2007.

## Vida privada
En mayo de 1947, anunció su compromiso con William (Bill) Moss, un empresario y productor de cine de Texas, después de un noviazgo de dos años. Se casaron el 20 de septiembre de 1947. La pareja vivía en ranchos en Midland, Texas y Nuevo México con sus tres hijos. Se separaron en abril de 1953 y Withers obtuvo el divorcio en julio de 1954, citando el "consumo excesivo de alcohol y los juegos de azar" de su marido. Recibió un acuerdo de propiedad de $1 millón, incluida la pensión alimenticia mensual y la manutención de los hijos, un fondo fiduciario y un fondo de seguro para los niños, y una participación a medias en los campos petrolíferos de Texas propiedad de Moss, así como la custodia total de los niños. Sufriendo de tensión emocional por el divorcio inminente, Jean fue hospitalizada durante cinco meses en 1953 con artritis reumatoide severa y desarrolló una parálisis completa. Se recuperó sin efectos duraderos.
En octubre de 1955, se volvió a casar con el cantante Kenneth Errair de The Four Freshmen, con quien tuvo dos hijos más. En junio de 1968, Errair murió en un accidente de avión cerca de Bass Lake, California. Uno de los hijos de Withers luego sucumbió al cáncer. En 1985 se casa con Thomas Spicer Pierson a quien acompañó hasta la muerte de éste en 2003.

## Religión
A pesar de su divorcio, Withers era una cristiana devota. Como sus padres, ella pertenecía a la Iglesia Presbiteriana. Enseñó la escuela dominical en la Iglesia Presbiteriana de Beverly Hills junto con las actrices Eleanor Powell y Gloria Hatrick McLean. Fue fideicomisaria de la Iglesia de Ciencias Religiosas en Los Ángeles. 

## Fallecimiento
La actriz Jean White murió en Burbank, California, el 7 de agosto de 2021, a la edad de 95 años tras complicaciones naturales en su salud.